# Władysław Welz
Władysław Romuald Welz (ur. 11 listopada 1897 w Przemyślu, zm. 22 września 1983) – pułkownik Wojska Polskiego.

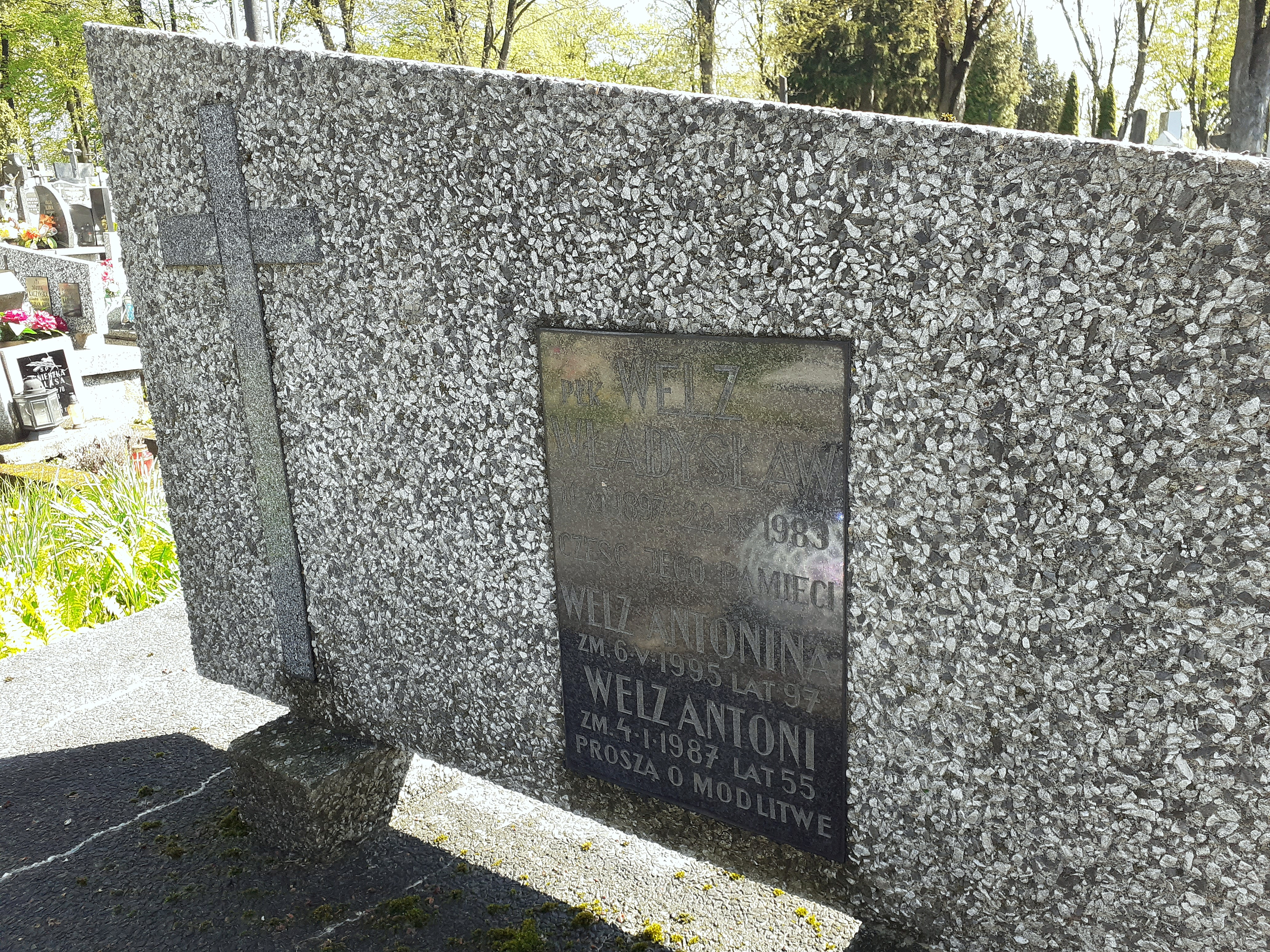
Nagrobek Władysława Welza na cmentarzu Pobitno w Rzeszowie

## Życiorys
Urodził się 11 listopada 1897 w Przemyślu jako syn Stanisława.
Podczas I wojny światowej służył w Legionach Polskich w szeregach 1  i 6 pułku piechoty. W 1915, jako żołnierz 1 kompanii III batalionu 1 pp został ranny. 16 kwietnia 1917 został uznany za niezdolnego do żadnej służby. 23 lipca tego roku orzeczenie zostało zatwierdzone .
Po zakończeniu wojny i odzyskaniu przez Polskę niepodległości został przyjęty do Wojska Polskiego. Został awansowany do stopnia porucznika piechoty ze starszeństwem z dniem 1 czerwca 1919. Następnie awansowany do stopnia kapitana piechoty ze starszeństwem z dniem 1 stycznia 1928. Do 1934 był oficerem 38 pułku piechoty Strzelców Lwowskich w Przemyślu (w tym w 1924 służył jako oficer nadetatowy w Oddziale Ogólnym Dowództwa Okręgu Korpusu Nr X). Był członkiem oddziału Polskiego Białego Krzyża w Przemyślu. W czerwcu 1934 został przeniesiony do Korpusu Ochrony Pogranicza. Na stopień majora został mianowany ze starszeństwem z 19 marca 1937 i 63. lokatą w korpusie oficerów piechoty. W 1939 był dowódcą Batalionu Obrony Narodowej „Stanisławów” i jednocześnie komendantem 48 Obwodu Przysposobienia Wojskowego.
W czasie kampanii wrześniowej 1939 był dowódcą Batalionu ON „Stanisławów”. Następnie został mianowany dowódcą pododcinka „Stryj” zastępując ppłk. Władysława Ziętkiewicza. W toku dalszego przebiegu wojny obronnej wskutek reorganizacji 14 września został mianowany dowódcą 3 pułku Obrony Narodowej, sformowanego w strukturze Grupy „Stryj”. 20 września jednostka przekroczyła granicę polsko-węgierską w okolicy Przełęczy Wyszkowskiej.
Po zakończeniu wojny został oficerem ludowego Wojska Polskiego. W 1947 był w stopniu podpułkownika. Do końca życia był pułkownikiem w stanie spoczynku.
Był żonaty z Antoniną (1898–1995), miał synów.
Zmarł 22 września 1983, pochowany na cmentarzu Pobitno w Rzeszowie (sektor XVI-2-1).

## Ordery i odznaczenia
- Krzyż Niepodległości (6 czerwca 1931)[24]
- Krzyż Kawalerski Orderu Odrodzenia Polski[4]
- Złoty Krzyż Zasługi (16 kwietnia 1947)[25]
- Srebrny Krzyż Zasługi (25 maja 1929)[26][9]